# ماهیچه کشنده پرده گوش
الگو:توضیح کوتاه
ماهیچه کِشنده پرده گوش (انگلیسی: Tensor tympani muscle) یا ماهیچهٔ کشندهٔ پردهٔ صماخ، ماهیچه‌ای در گوش میانی است که در مجرای استخوانی بالای بخش استخوانی لولهٔ شنوایی قرار دارد و به استخوان چکشی متصل می‌شود. نقش این ماهیچه، کاهش شدت صداهای بلند مانند صداهای ناشی از جویدن، فریاد زدن یا رعد است. با این حال، به دلیل این که زمان واکنش آن کافی نیست، نمی‌تواند از آسیب شنوایی در برابر صداهای بلند ناگهانی مانند انفجار یا شلیک گلوله جلوگیری کند. برخی افراد توانایی کنترل ارادی این ماهیچه را دارند و می‌توانند پیشاپیش آن را منقبض کنند.

## ساختار

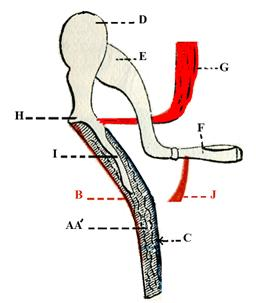
محل اتصال ماهیچهٔ کشندهٔ پردهٔ صماخ به استخوان چکشی. A و A’ دو لایهٔ رشته‌ای کلاژنی؛ B روپوست؛ C غشا مخاطی؛ D سر استخوان چکشی؛ E سندانی؛ F رکابی؛ G کشندهٔ پردهٔ صماخ؛ H زائدهٔ جانبی چکشی؛ I دستهٔ چکشی؛ J ماهیچه رکابی.

این ماهیچه از بخش غضروفی لولهٔ شنوایی و بخش مجاور بال بزرگ استخوان پروانه‌ای منشأ می‌گیرد. سپس از مجرای اختصاصی خود عبور کرده و در حفرهٔ صماخ به صورت یک زردپی باریک که به دستهٔ استخوان چکشی متصل است پایان می‌یابد. زردپی پیش از اتصال به چکشی، خم تندی پیرامون «زائدهٔ حلزونی‌شکل» (بخشی از دیوارهٔ حفره) ایجاد می‌کند
ماهیچهٔ کشندهٔ پردهٔ گوش از سرخرگ شامه‌ای میانی و از طریق شاخهٔ صماخی بالایی خون‌گیری می‌کند. این ماهیچه یکی از دو ماهیچهٔ موجود در حفرهٔ صماخ است که دیگری ماهیچه رکابی می‌باشد.

### عصب‌دهی
عصب‌دهی این ماهیچه توسط عصب کشندهٔ پردهٔ صماخ انجام می‌شود که شاخه‌ای از شاخهٔ آرواره‌ای عصب سه‌قلو است از آنجا که این ماهیچه از رشته‌های حرکتی عصب سه‌قلو عصب‌گیری می‌کند، رشته‌ای از گره سه‌قلو که تنها حاوی رشته‌های حسی است، دریافت نمی‌کند.

### رشد
این ماهیچه از بافت میان‌پرده‌ای قوس آبششی نخست در جنین شکل می‌گیرد۰

## کارکرد
ماهیچهٔ کشندهٔ پردهٔ گوش باعث کاهش صدای ناشی از جویدن می‌شود. هنگام انقباض، این ماهیچه استخوان چکشی را به سمت میانی می‌کشد و پردهٔ صماخ را منقبض کرده و لرزش در استخوانچه‌های شنوایی را کاهش می‌دهد و در نتیجه دامنهٔ ادراک‌شدهٔ صداها کم می‌شود. این کارکرد نباید با بازتاب شنوایی اشتباه گرفته شود، ولی می‌تواند در واکنش وحشت فعال شود.

### کنترل ارادی
انقباض ماهیچه‌ها باعث ایجاد لرزش و صدا می‌شود. رشته‌های کند‌انقباض، بین ۱۰ تا ۳۰ انقباض در ثانیه ایجاد می‌کنند (معادل بسامد صدای ۱۰ تا ۳۰ هرتز). رشته‌های تند‌انقباض، بین ۳۰ تا ۷۰ انقباض در ثانیه تولید می‌کنند (معادل بسامد صدای ۳۰ تا ۷۰ هرتز).
برخی افراد می‌توانند با انقباض ارادی این ماهیچه، صدای غرّش مانندی تولید کنند. به گفتهٔ مؤسسه ملی بهداشت آمریکا، «کنترل ارادی ماهیچهٔ کشندهٔ پردهٔ صماخ پدیده‌ای بسیار نادر است». این صدای غرّش را همچنین می‌توان هنگام انقباض شدید ماهیچه‌های گردن یا آرواره، مانند هنگام خمیازهٔ عمیق، شنید.
این پدیده دست‌کم از سال ۱۸۸۴ شناخته شده است. در یک مورد در سال ۲۰۱۳، پزشکان گوش‌حلق‌وبینی در بیماری ۲۷ ساله که از وزوز گوش شکایت داشت، دریافتند که او می‌تواند ماهیچه‌های کشندهٔ پردهٔ صماخ هر دو گوش خود را به طور ارادی و هم‌زمان منقبض کند. در یک مطالعهٔ سال ۲۰۱۷ بر روی پنج داوطلب، پزشکان گوش‌حلق‌وبینی دریافتند که این پدیده با «کم‌شنوایی انتقالی با بسامد پایین» همراه است.

### کنترل غیرارادی (بازتاب صماخی)
بازتاب صماخی به جلوگیری از آسیب به گوش داخلی کمک می‌کند، به این صورت که انتقال ارتعاش‌های با بسامد پایین از پردهٔ صماخ به پنجرهٔ بیضی را کاهش می‌دهد. این بازتاب، زمان واکنشی در حدود ۴۰ میلی‌ثانیه دارد که برای محافظت در برابر صداهای بسیار بلند و ناگهانی مانند انفجار یا شلیک گلوله کافی نیست.
این بازتاب با انقباض ماهیچه‌های گوش میانی، یعنی ماهیچهٔ کشندهٔ پردهٔ گوش و ماهیچهٔ رکابی، عمل می‌کند. ماهیچهٔ رکابی توسط عصب چهره‌ای و ماهیچهٔ کشندهٔ پردهٔ صماخ توسط عصب سه‌قلو عصب‌دهی می‌شوند. ماهیچهٔ کشندهٔ پردهٔ صماخ، دستهٔ استخوان چکشی را به سمت داخل می‌کشد و آن را منقبض می‌کند، در حالی که ماهیچهٔ رکابی، استخوان رکابی را به سمت داخل می‌کشد. این انقباض‌ها باعث کاهش لرزش صدا می‌شوند که اجازهٔ ورود به حلزون گوش را پیدا می‌کند.
قطع مصرف داروهایی مانند بنزودیازپین‌ها می‌تواند باعث بروز سندرم کشندهٔ پردهٔ صماخ تونیک (TTTS) در دوران ترک شود. بازتاب صماخی همچنین هنگام تولید ارتعاش‌های بلند توسط خود فرد فعال می‌شود. ماهیچهٔ کشندهٔ پردهٔ صماخ را می‌توان هنگام فریاد با صدای بلند در حال لرزش مشاهده کرد که تا حدی صدا را کاهش می‌دهد.

## اهمیت بالینی
در بسیاری از افراد مبتلا به پرشنوایی، فعالیت ماهیچهٔ کشندهٔ پردهٔ صماخ در گوش میانی به عنوان بخشی از واکنش وحشت نسبت به برخی صداها افزایش می‌یابد. این آستانهٔ پایین‌تر برای انقباض ماهیچه، که با درک یا پیش‌بینی صدای بلند فعال می‌شود، «سندرم کشندهٔ پردهٔ صماخ تونیک» (TTTS) نام دارد. در برخی بیماران مبتلا به پرشنوایی، حتی فکر کردن به صدای بلند می‌تواند این ماهیچه را منقبض کند. پس از قرار گرفتن در معرض صداهای غیرقابل تحمل، انقباض ماهیچهٔ کشندهٔ پردهٔ صماخ باعث کشیده‌شدن پردهٔ گوش می‌شود که می‌تواند منجر به احساس درد در گوش، احساس لرزش یا احساس پرشدگی در گوش شود، حتی بدون وجود بیماری در گوش میانی یا داخلی.
سازوکارهای اختلال در عملکرد این ماهیچه و پیامدهای آن هنوز در حد فرضیه هستند. با این حال، در یک مطالعهٔ منتشر شده، پژوهشگران به بررسی یک مورد شوک صوتی پرداختند که مکانیسم‌های آن نشان‌دهندهٔ اختلال عملکرد ماهیچهٔ کشندهٔ پردهٔ صماخ بود. به نظر می‌رسد این مطالعه نخستین شواهد تجربی را ارائه می‌کند که نشان می‌دهد ماهیچه‌های گوش میانی ممکن است پس از یک شوک صوتی به‌طور غیرطبیعی عمل کنند. پیشنهاد شده است که انقباض‌های غیرطبیعی (مانند انقباض‌های طولانی) این ماهیچه می‌تواند باعث بروز التهاب عصبی شود. در واقع، رشته‌هایی با مواد P و CGRP در مجاورت نزدیک این ماهیچه یافت شده‌اند.

## نگارخانه

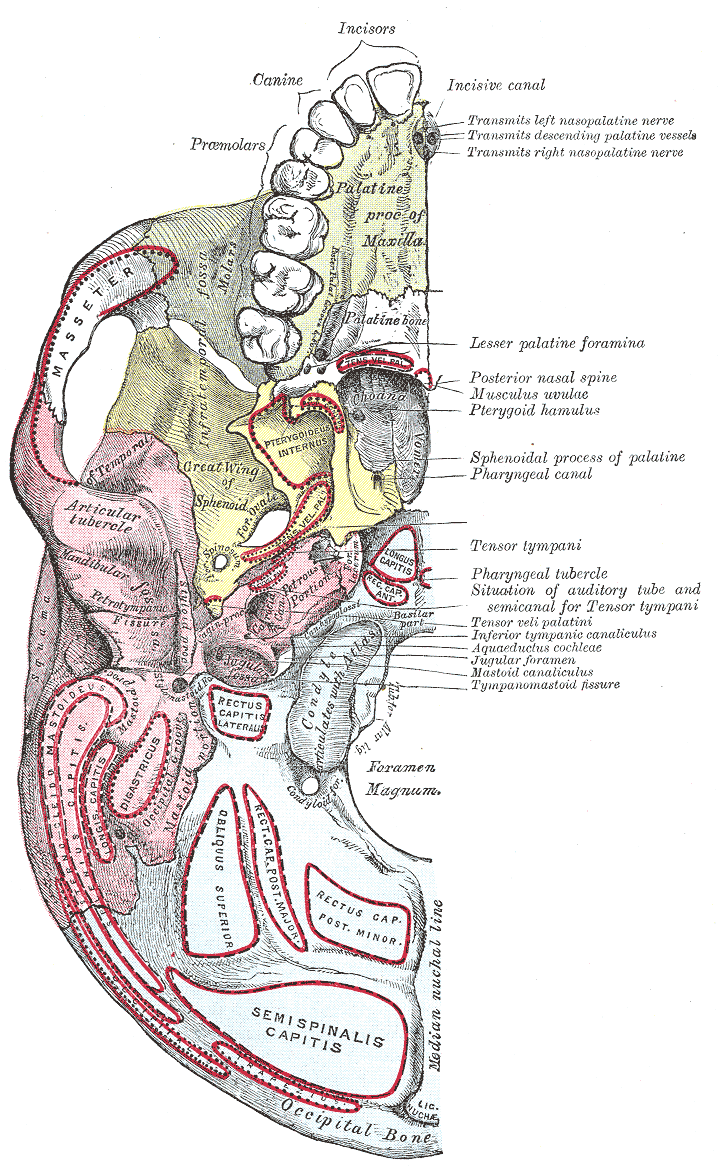
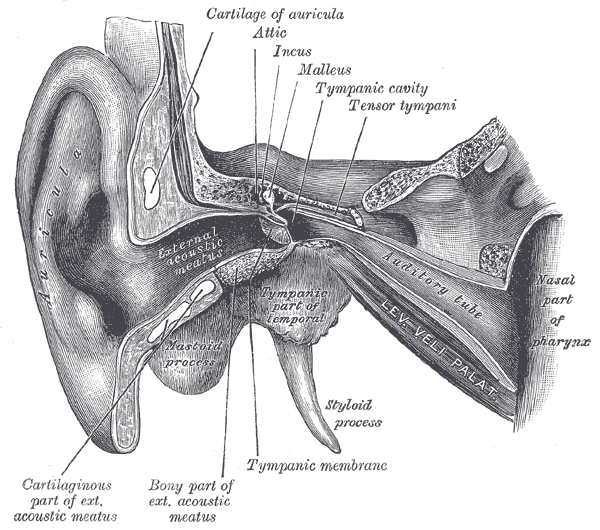
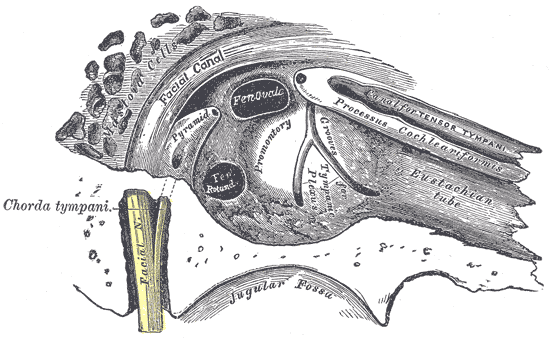
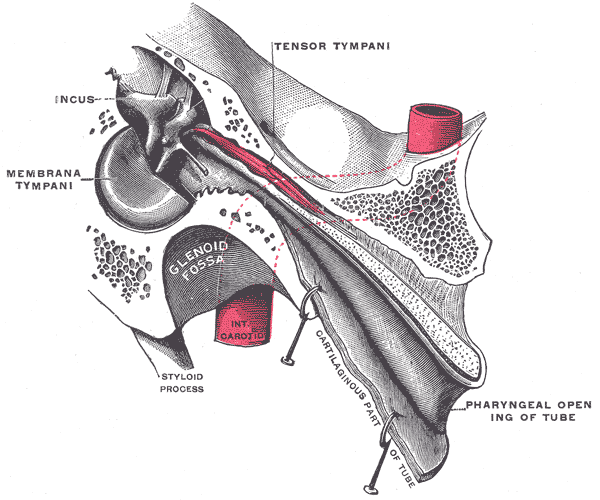